# Dicotomias saussurianas

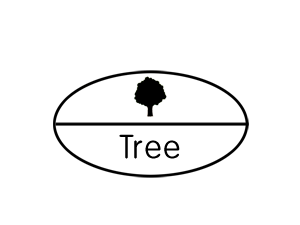
A elipse na ilustração acima é o signo; a palavra "tree" (traduzido da língua inglesa, "árvore") é o significante (forma), e a "imagem da árvore" é o significado (conteúdo).

Nos estudos linguísticos que Ferdinand de Saussure ministrou entre 1907 e 1910 na Universidade de Genebra, que acabaram sendo compilados por dois dos seus alunos no notório livro Curso de linguística geral, diversas dicotomias são utilizadas na construção de uma ciência que viria a ser conhecida como linguística.

## As dicotomias
Entre 1907 e 1910, Saussure ministrou três cursos sobre linguística na Universidade de Genebra. Em 1916, três anos após a sua morte, dois dos seus alunos, Charles Bally e Albert Sechehaye, com a colaboração de A. Ridlinger, compilaram as anotações de alunos que compareceram a estes cursos e editaram o Curso de Linguística Geral, livro seminal da ciência linguística. Ferdinand de Saussure (1995) propunha a língua como um sistema, de maneira a considerar que os fenômenos linguísticos que analisava encontram resposta em si mesmos, desconsiderando um contexto social e cultural maior.
Diante dessa proposta de problematização da língua, o pesquisador apresentou algumas dicotomias que, para ele, poderiam responder, mesmo que momentaneamente, alguns questionamentos sobre o uso da língua e da
linguagem. Por meio de suas dicotomias, Ferdinand de Saussure influenciou várias vertentes dos estudos contemporâneos da linguagem, que se ramificou em várias correntes de pesquisas no século XX e XXI.

### Sincronia × Diacronia
- Sincronia: do grego syn ("juntamente") + chrónos ("tempo"): ao mesmo tempo.
- Diacronia: do grego dia ("através") + chrónos ("tempo"): através do tempo.

Ferdinand de Saussure enfatizou uma visão sincrônica, um estudo descritivo da linguística em contraste à visão diacrônica do estudo da linguística histórica, que é o estudo da mudança dos signos no eixo das sucessões históricas (através do tempo), e era a forma como o estudo das línguas era tradicionalmente realizado no século XIX. Com tal visão sincrônica, Saussure procurou entender a estrutura da linguagem como um sistema em funcionamento em um dado ponto do tempo (recorte sincrônico), para além do processo histórico temporal de mudanças. 
A sincronia é estudo do sistema da língua. Assim, ocupa-se de descrever os aspectos que regem, em determinado momento histórico, o funcionamento linguístico. Em outras palavras, estuda e descreve o modo como a língua funciona. Trata de fatos simultâneos, ou seja, inseridos em idêntico recorte temporal. Isso significa que ela abstrai a passagem do tempo. Na sincronia, não importam as mudanças, mas um momento. Os fatos sincrônicos, por se referirem a um sistema, apresentam princípios de regularidade. Contudo, esses fatos não são absolutos, uma vez que podem ser alterados caso ocorra uma mudança na língua . 
A diacronia é a evolução da língua e suas causas. Nesse cenário, ela adota uma postura retrospectiva e prospectiva, já que busca entender as relações que os fatos estabelecem com os que vieram antes ou depois dele. Como trata de fatos sucessivos, leva em conta o decorrer do tempo. Vale acrescentar que a diacronia confronta estados diferentes de uma mesma língua. Os fatos diacrônicos são imperativos, isso porque aquilo que muda, muda em todo o sistema linguístico.

### Língua × Fala
Na sua teorização, Saussure também efetua uma separação entre língua e fala. Para ele, a língua é uma construção coletiva, um sistema de valores que se opõem uns aos outros e que está depositado, como produto social, na mente de cada falante de uma comunidade. Assim, a língua possui homogeneidade e não varia entre os sujeitos de um grupo linguístico social, estando capacitada a ser o objeto do estudo linguístico. Já a fala, para Saussure, é um ato individual e está sujeito a fatores externos, muitos desses não linguísticos e, portanto, não passíveis de análise científica
De acordo com Saussure, a língua é um sistema de signos e tem uma natureza social. A fala é a realização desse sistema e, portanto, tem uma natureza individual. “A língua é um sistema cujas partes podem e devem ser consideradas em sua solidariedade sincrônica” . Para Saussure, “é sincrônico tudo quanto se relacione com o aspecto estático da nossa ciência, diacrônico tudo que diz respeito às evoluções. Do mesmo modo, sincronia e diacronia designarão respectivamente um estado de língua e uma fase de evolução” .
Por língua entende-se um conjunto de elementos que podem ser estudados simultaneamente, tanto na associação paradigmática como na sintagmática. Por solidariedade objetiva-se dizer que um elemento depende do outro para ser formado. A Fala é a parte individual da Linguagem que é formada por um ato individual de caráter infinito. Para Saussure é um “ato individual de vontade e inteligência” .

### Significante × Significado
O signo linguístico constitui-se numa combinação de significante e significado, como se fossem dois lados de uma moeda.
- O significante do signo linguístico é uma "imagem acústica" (cadeia de sons). Consiste no plano da forma.
- O significado é o conceito, reside no plano do conteúdo.
- Conjuntamente, o significante e o significado formam o signo. O signo linguístico é uma associação de um conceito, chamado significado, a uma imagem acústica (ou ótica) chamada significante. Tanto o significado, quanto o significante são entidades abstratas que existem na mente dos  falantes de uma determinada língua. Significado e significante são, portanto, entidades mentais. Usamos os signos para falar sobre coisas no  mundo (entre outras coisas!).

### Sintagma × Paradigma
Saussure define o sintagma como "a combinação de formas mínimas numa unidade linguística superior", que surge a partir da linearidade do signo. Essa linearidade exclui a possibilidade de pronunciar dois elementos ao mesmo tempo: um termo só passa a ter valor a partir do momento em que ele se contrasta com outro elemento. Já o paradigma é, como o próprio autor define, um "banco de reservas" da língua, fazendo com que as suas unidades se oponham, pois uma exclui a outra.
Na Linguística, Ferdinand de Saussure define como paradigma o conjunto de elementos similares que se associam na memória e que assim formam conjuntos. O encadeamento desses elementos chama-se sintagma. Podemos dizer que um paradigma é a percepção geral e comum de se ver determinada coisa, seja um objeto, seja um fenômeno, seja um conjunto de ideias. Ao mesmo tempo, ao ser aceito, um paradigma serve como critério de verdade e de validação e reconhecimento nos meios onde é adotado.
Contudo, indubitavelmente, a teoria do valor é um dos conceitos cardeais do pensamento de Saussure. De forma geral, esta teoria postula que os signos linguísticos estão em relação entre si no sistema de língua. Entretanto, essa relação é diferencial e negativa, pois um signo só tem o seu valor na medida em que não é um outro signo qualquer: um signo é aquilo que os outros signos não são.
Como exemplo disso, podemos ter a diferenciação entre cachorro e homem. A característica positiva "mamífero" não os distingue, mas a característica "quadrúpede", positiva no cachorro e negativa no homem, os distingue. Existindo outros animais com a característica "quadrúpede", outras características devem ser consideradas para definir o que o animal é. Todavia, é definitivo que não são homem por não possuírem a característica "bípede".